# Wusunové

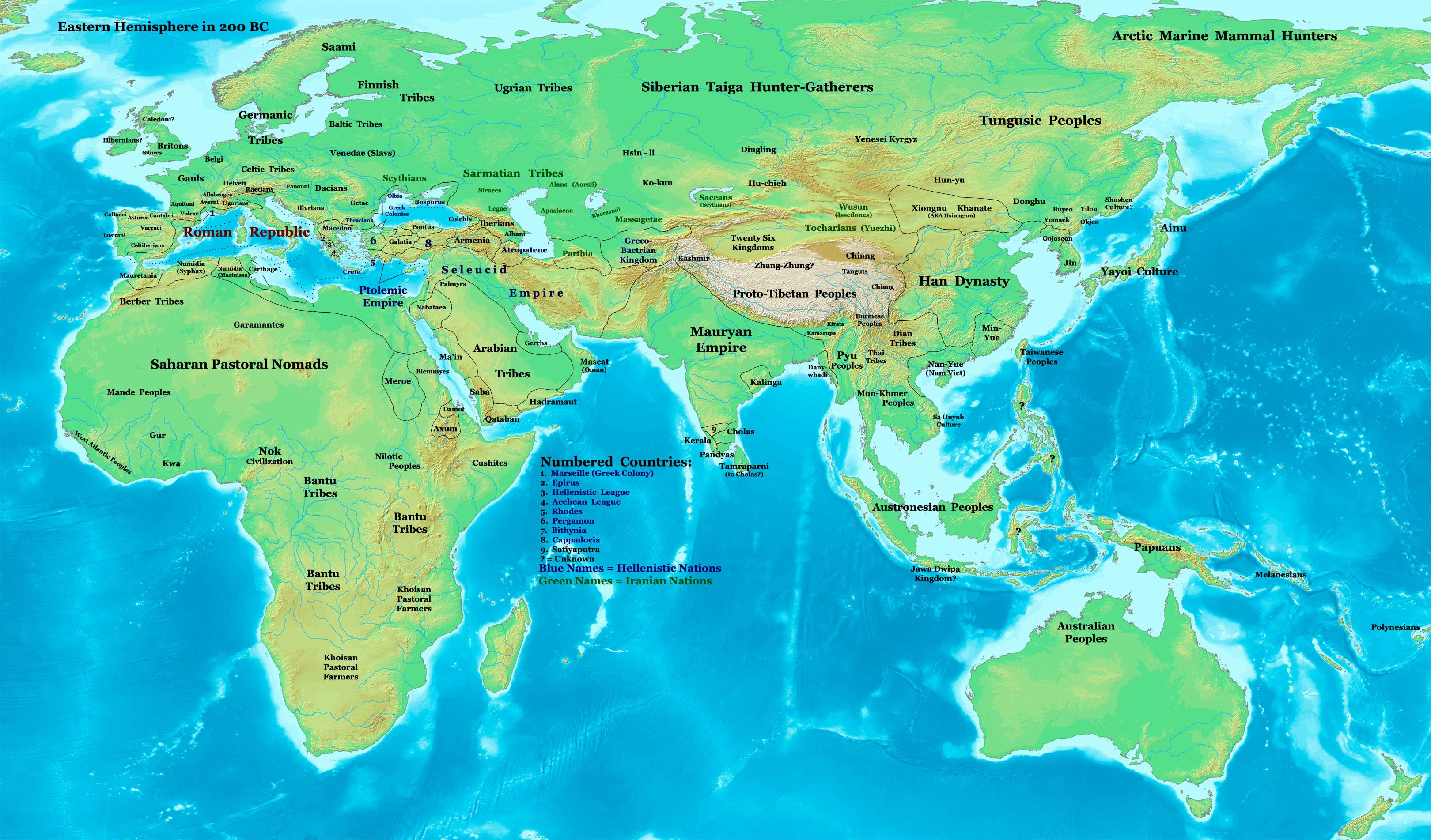
Mapa znázorňující pozíci Wu-sunů
a Siung-nuské říše v roce 200 př. n. l.

Wu-sunové nebo Wusuni, Usuni (kazašsky Үйсіндер → Ujsinder, rusky Усуни → Usuni, čínsky 烏孫 pchin-jinem Wūsūn doslovně: „Vnukové vran“) byli starověký europoidní národ, který podle čínských zdrojů Ši-ťi a Chan-šu původně obýval západní část provincie Kan-su v severozápadní Číně. V dějinách východní a střední Asie byli tito kočovníci významným subjektem. Významnou roli v životě Wu-sunů hrálo pastevectví. Chovali hlavně koně a ovce. Jazykově náleželi buď do indoevropské jazykové skupiny nebo do turecké skupiny altajských jazyků a byli některými autory uznáváni jako jeden z historických předků turkických národů. Otázka jejich původu a historie není spolehlivě vysvětlená. Jejich dějiny jsou známé od 3. století př. n. l. a končí v 5. století n. l..

## Jazyk
Zatímco část autorů předpokládá, že wusunský jazyk byl turkického původu, Peter Benjamin Golden a Carter Vaughn Findley se domnívají, že jejich jazyk turkického původu nebyl a že je pravděpodobně jeden z indoevropských jazyků Střední Asie, snad příbuzný jazykům tocharským.

## Historický vývoj

### Kan-su
Ve 3. století př. n. l. žili Wu-sunové na severu dnešní Číny v provincii Kan-su a patřili k velké skupině žungských kmenů. Jejich sousedy byly severoíránské kočovné kmeny Jüe-č'ů.
V roce 208 př. n. l. došlo mezi nimi k válce ve které byli Wu-sunové poraženi. Přitom padl jejich kníže Nan-tou-mi. Poté ustoupili do Mongolska, kde ale utrpěli další porážku. V roce 176 př. n. l. si je podrobil syn zakladatele kočovní říše Siung-nuů → Asijští Hunové, šan-jü Mao-tun.

## Wu-sunská kočovní říše
Etnické složení obyvatel území Džungarska, Žety-su a Ťan-šanu bylo už od starověku velmi pestré a v důsledku stěhování národů se výrazně měnilo. Sídlili zde především Sakové, Jüe-č’ové (Tocharové → Kušáni), Wu-sunové, Asijští Hunové, Číňané, Sogdové a Tibeťané. Jako poslední přišli v 9. století Ujgurové, kteří dodnes tvoří většinu populace Sin-ťiangu. Už tehdy byli Ujgurové nositelé vyspělé kultury, kterou si částečně adoptovali od Sogdů. Jejich území popisovali jako převážně rovinaté a travnaté, byly zde ale i hory, pokryté jehličnatým lesem. Podle popisu šlo o typické kočovníky, kteří se vůbec nezabývali zemědělstvím, což ale zřejmě nebyla pravda.

### Žety-su
Z pověření svých vládců – Asijských Hunů pak Wu-sunové vedení svým novým vládcem Jie-liao-mi napadli asi v roce 150 př. n. l. Jüe-č'y, sídlící v té době kolem řeky Ili na východě dnešního Kazachstánu. Porazili je a poté obsadili jejich zemi, Žety-su, mezi jezery Issyk-kul a Balchaš.
V Siju Tchu-č' se píše: „Tarbagatajské pohoří tvoří hranici mezi Siung-nuy a Wu-suny“. Asimilovali zde i zbytky severoíránského obyvatelstva, jehož kultura je ovlivnila.
V době krátkodobého sjednoceni Sien-pejů, museli Wu-sunové uznat Tchan-š'-chuajovu (156–180) svrchovanost.

### Ťan-šan
Málo je známé o historii Wu-sunů v prvních stoletích křesťanské éry, ale víme že později, kolem roku 420 odešli pod tlakem Žuan-žuanů ze Žety-su a hledali útočiště v horách Ťan-šanu. Jejich pozdější osud se váže s Turkutskými kaganáty i náhlými přeměnami v historií Střední Asie a zvláště oblasti Žety-su. Poslední záznam o nich je z roku 436, když je navštívila čínská diplomatické mise. Pravděpodobně v polovině pátého století Wu-sunové společně s dalšími místními národy podlehli Bílým Hunům. O událostech a jejich dopadu na národy existují četné stopy v perských, muslimských, turkických a ruských zdrojích ze 6. století až po současnost.

### Toponimické stopy
Archeologické naleziště z období pobytu Wu-sunů v Ťan-šanu a Žety-su jsou různorodá a odráží různorodé etnické složení obyvatelstva. Archeologickými výzkumy v bývalém Sovětském svazu bylo na severním břehu řeky Ili objeveno velké množství Wu-sunských hrobů. Většina hřbitovů, které musely patřit Sakům zahrnutých v konfederaci, si zachovala tradice obřadů a pohřební hmotnou kulturu dřívějších Saků. S Wu-suny jsou taky spojovány hromady lineárních „podzemních pohřebních prostorů“ komnatových hrobů. Jednalo se o zbraně, v některých případech o bohaté šperky a ozdoby, které vykazují výraznou sociální diferenciaci
Současní Ujsini, kterých je okolo 250 000, jsou některými etnology uznáváni za potomky Wu-sunů. Ujsini mají dvě větve Dulat a Sary Ujsin („Žlutí Ujsini“).